# メフリーズ郡
メフリーズ郡（ペルシア語: شهرستان مهریز）とは、イランのヤズド州に属する郡である。郡中心市はメフリーズ。2006年の国勢調査では人口43,363人、11,855世帯。郡内の地区（バフシュ）は中心地区のみで、郡内の市（シャフル）もメフリーズ一つである。